# توربیورن فالکن‌گر
توربیورن فالکن‌گر (انگلیسی: Torbjørn Falkanger; ۸ اکتبر ۱۹۲۷ – ۱۶ ژوئیهٔ ۲۰۱۳) اسکی‌باز پرش، و اهالی کسب‌وکار اهل نروژ بود.